# Demopolis
La ville de Demopolis est située dans le comté de Marengo, dans l'État de l'Alabama, aux États-Unis.
Lors du recensement de 2010, elle comptait 7 483 habitants, ce qui en fait la localité la plus peuplée du comté.
Elle a été fondée en 1817 par des officiers français vétérans de l'armée napoléonienne émigrés aux Etats-Unis après la bataille de Waterloo et la chute de l'Empire. 
Cet épisode est évoqué dans le film Le Bagarreur du Kentucky de George Waggner sorti en 1949.

## Démographie
| 1850 | 1860 | 1870  | 1880  | 1890  | 1900  | 1910  | 1920  |
| ---- | ---- | ----- | ----- | ----- | ----- | ----- | ----- |
| 812  | 473  | 1 539 | 1 389 | 1 398 | 2 606 | 2 417 | 2 779 |

| 1930  | 1940  | 1950  | 1960  | 1970  | 1980  | 1990  | 2000  |
| ----- | ----- | ----- | ----- | ----- | ----- | ----- | ----- |
| 4 037 | 4 137 | 5 004 | 7 377 | 7 651 | 7 678 | 7 512 | 7 540 |

| 2010  | - | - | - | - | - | - | - |
| ----- | - | - | - | - | - | - | - |
| 7 483 | - | - | - | - | - | - | - |

## Source de la traduction
- (en) Cet article est partiellement ou en totalité issu de l’article de Wikipédia en anglais intitulé « Demopolis, Alabama » (voir la liste des auteurs).

1. ↑  « Statistiques des États-Unis - Profils des communautés de 2010 - Demopolis » (consulté en septembre 2020)